# Heteroplectron californicum
Heteroplectron californicum is een schietmot uit de familie Calamoceratidae. De soort komt voor in het Nearctisch gebied.